# ممتاز دغمش
ممتاز دغمش عسكري فلسطيني أسس جيش الإسلام التي تزعم الانتماء لتنظيم القاعدة. عمل في سجن الأمن الوقائي الفلسطيني في غزة خلال فترة رئاسة محمد دحلان برتبة رقيب أول، ثم أستقال لينضم إلى حركة حماس، ثم طرد أو إنفصل عنها لينضم إلى إحدى لجان المقاومة الشعبية، ثم إنفصل عنها ليؤسس حركة مسلحة اسمها جيش الإسلام. تم اغتياله من قبل الجيش الإسرائيلي